# Tschornyj Ostriw
Tschornyj Ostriw (ukrainisch Чорний Острів; russisch Чёрный Остров Tschorny Ostrow, polnisch Czarny Ostrów) ist eine Siedlung städtischen Typs im Zentrum der ukrainischen Oblast Chmelnyzkyj mit etwa 1000 Einwohnern (2019).

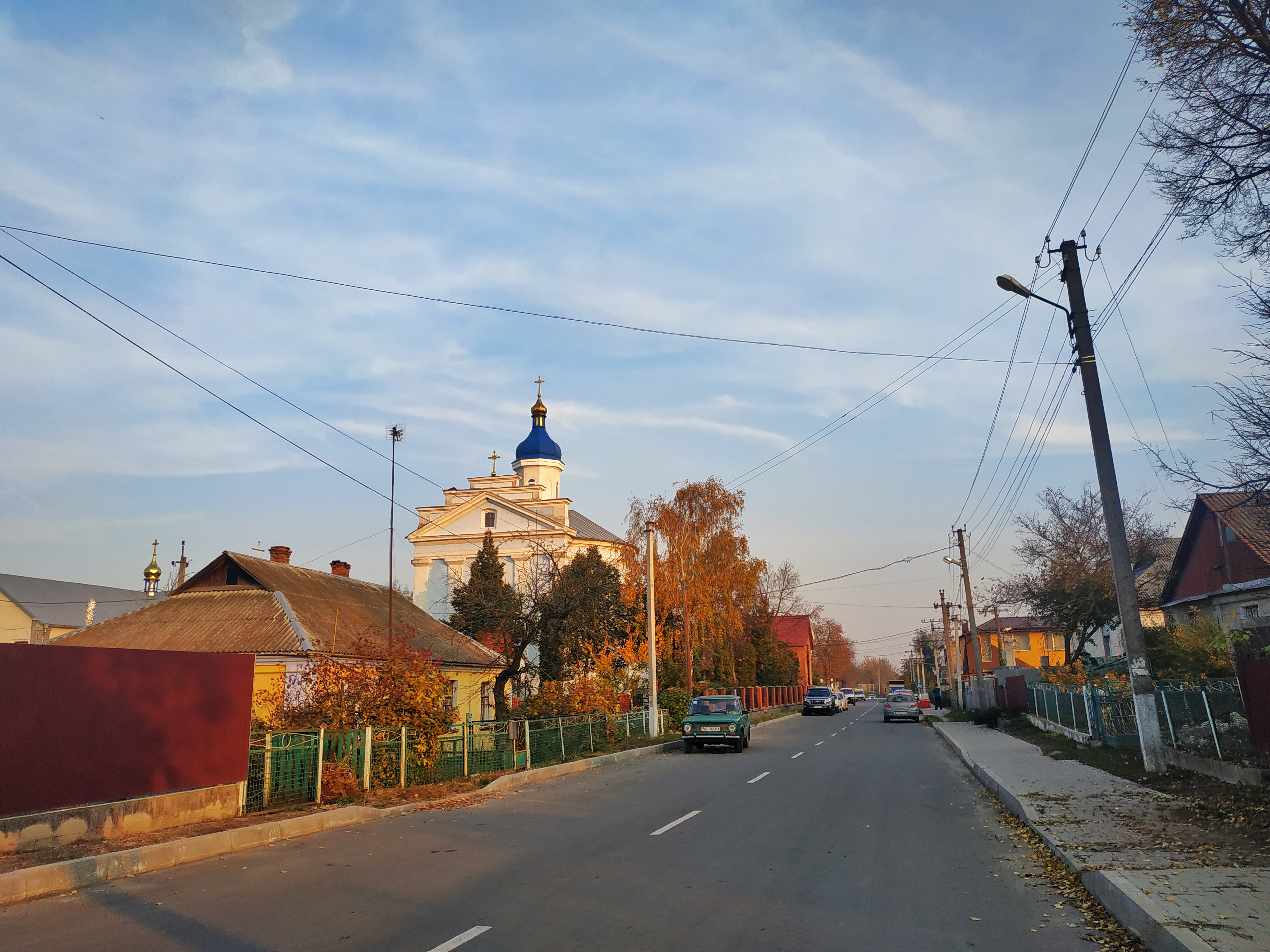
Straße mit Blick auf die Kirche der Verklärung

## Geografische Lage
Tschornyj Ostriw liegt in der historischen Landschaft Podolien im Nordwesten des Rajon Chmelnyzkyj am Ufer des Südlichen Bugs etwa 20 km nordwestlich vom Oblastzentrum Chmelnyzkyj. Die Siedlung besitzt einen Bahnhof an der Bahnstrecke Krasne–Odessa bzw. Bahnstrecke Lwiw–Tscherniwzi. In Tschornyj Ostriw kreuzt die von Nord nach Süd verlaufende Territorialstraße T–23–02 die von Ost nach West verlaufende T–23–11.

## Geschichte
Die Ortschaft wurde 1366 erstmals schriftlich erwähnt und erhielt 1556 das Magdeburger Stadtrecht. In der zweiten Hälfte des 17. Jahrhunderts führten wiederholte Plünderungen durch Krimtataren und Türken zu Bevölkerungsrückgang und Verlangsamung der sozialökonomischen Entwicklung. Die zweite Hälfte des 19. Jahrhunderts war von einem intensiven Bevölkerungswachstum und dem Anwachsen von Privathandel gekennzeichnet. 1849 wurde im Ort eine Zuckerfabrik in Betrieb genommen, außerdem entstanden Brauereien, lederverarbeitende Betriebe und weitere Unternehmen. 1893 gab es 46 kleine Handelsunternehmen und 46 Handwerksbetriebe in der Ortschaft. Die Anzahl der Werften stieg im Zeitraum von 1872 bis 1893 von 244 auf 437. Die jüdische Bevölkerung, die hauptsächlich Handel, Handwerk und Geldverleih betrieb, stellte einen bedeutenden Teil der Einwohner. Im Ersten Weltkrieg und dem daran folgenden Russischen Bürgerkrieg wechselte die Stadt mehrfach die Besitzer, bis sie schließlich an die Sowjetunion fiel und der Ukrainischen SSR einverleibt wurde. Vom 7. Juli 1941 bis zum 8. März 1944 war die Siedlung von der Wehrmacht besetzt. Seit 1957 besitzt die Ortschaft den Status einer Siedlung städtischen Typs und seit dem Zerfall der Sowjetunion 1991 ist sie Teil der unabhängigen Ukraine.

## Verwaltungsgliederung
Am 13. August 2015 wurde die Siedlung zum Zentrum der neugegründeten Siedlungsgemeinde Tschornyj Ostriw (Чорноострівська селищна громада/Tschornoostriwska selyschtschna hromada). Zu dieser zählen auch die 20 in der untenstehenden Tabelle aufgelisteten Dörfer, bis dahin bildete sie zusammen mit den Dörfer Marjaniwka und Wowtscha Hora die gleichnamige Siedlungsratsgemeinde Tschornyj Ostriw (Чорноострівська селищна рада/Tschornoostriwska selyschtschna rada) im Nordwesten des Rajons Chmelnyzkyj.
Folgende Orte sind neben dem Hauptort Tschornyj Ostriw Teil der Gemeinde:
| Name                     | Name             | Name                                 |
| ukrainisch transkribiert | ukrainisch       | russisch                             |
| ------------------------ | ---------------- | ------------------------------------ |
| Antoniwka                | Антонівка        | Антоновка (Antonowka)                |
| Bereschanka              | Бережанка        | Бережанка                            |
| Hrusewyzja               | Грузевиця        | Грузевица (Grusewiza)                |
| Kateryniwka              | Катеринівка      | Катериновка (Katerinowka)            |
| Kratschky                | Крачки           | Крачки (Kratschki)                   |
| Lapkiwzi                 | Лапківці         | Лапковцы (Lapkowzy)                  |
| Ljapynzi                 | Ляпинці          | Адамполь (Adampol)                   |
| Mali Orlynzi             | Малі Орлинці     | Малые Орлинцы (Malyje Orlinzy)       |
| Manyliwka                | Манилівка        | Маниловка (Manilowka)                |
| Martyniwka               | Мартинівка       | Мартыновка (Martynowka)              |
| Marjaniwka               | Мар’янівка       | Марьяновка (Marjanowka)              |
| Mykolajiw                | Миколаїв         | Николаев (Nikolajew)                 |
| Ostaschky                | Осташки          | Осташки (Ostaschki)                  |
| Pedossy                  | Педоси           | Педосы                               |
| Poljowi Hryniwzi         | Польові Гринівці | Полевые Гриневцы (Polewyje Grinewzy) |
| Ridkoduby                | Рідкодуби        | Редкодубы (Redkodub)                 |
| Sachariwzi               | Захарівці        | Захаровцы (Sacharowzy)               |
| Stawtschynzi             | Ставчинці        | Ставчинцы (Stawtschinzy)             |
| Wesdenky                 | Везденьки        | Везденьки (Wesdenki)                 |
| Wowtscha Hora            | Вовча Гора       | Волчья Гора (Woltschja Gora)         |

## Demografische Entwicklung
| 1578 | 1872 | 1893   | 1939  | 1959  | 1970  | 1979  | 1989  | 2001 | 2010 | 2019 |
| ---- | ---- | ------ | ----- | ----- | ----- | ----- | ----- | ---- | ---- | ---- |
| 420  | 972  | 28.027 | 4.084 | 3.319 | 1.439 | 1.419 | 1.113 | 905  | 959  | 971  |

Quelle: 1578–1893; 1939–2019

## Söhne und Töchter der Ortschaft
- Aleksander Narcyz Przezdziecki (1814–1871), polnischer Schriftsteller, Historiker, Volkskundler und Verleger
- Jakow Tejtel (1850–1939), Richter und Gründer des Verbands russischer Juden in Deutschland
- Konstanty Dąbrowski (1906–1975), polnischer Ökonom und Politiker der Volksrepublik Polen

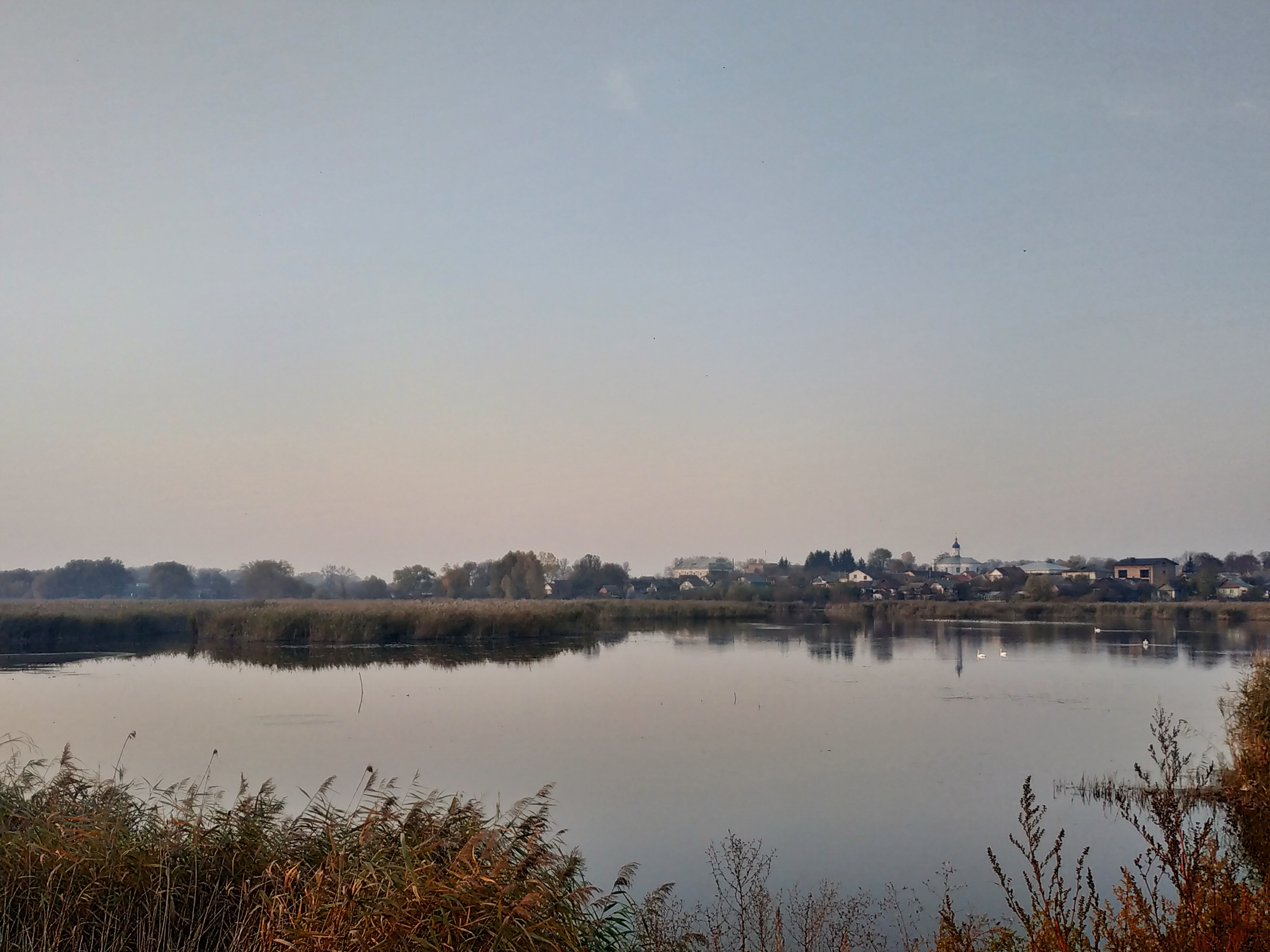
Blick vom Ufer des angestauten Südlichen Bugs auf Tschornyj Ostriw
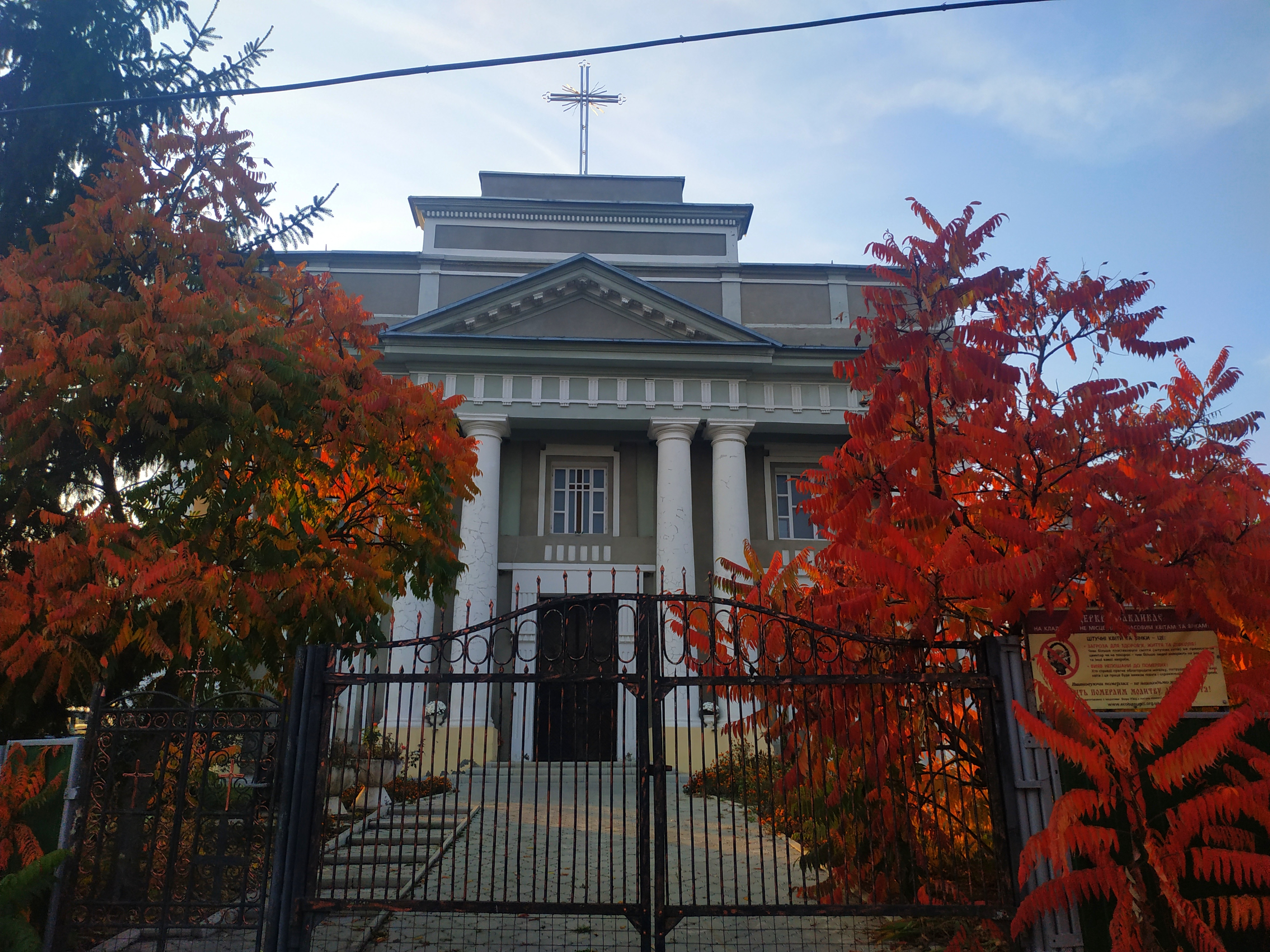
Maria-Himmelfahrt-Kirche
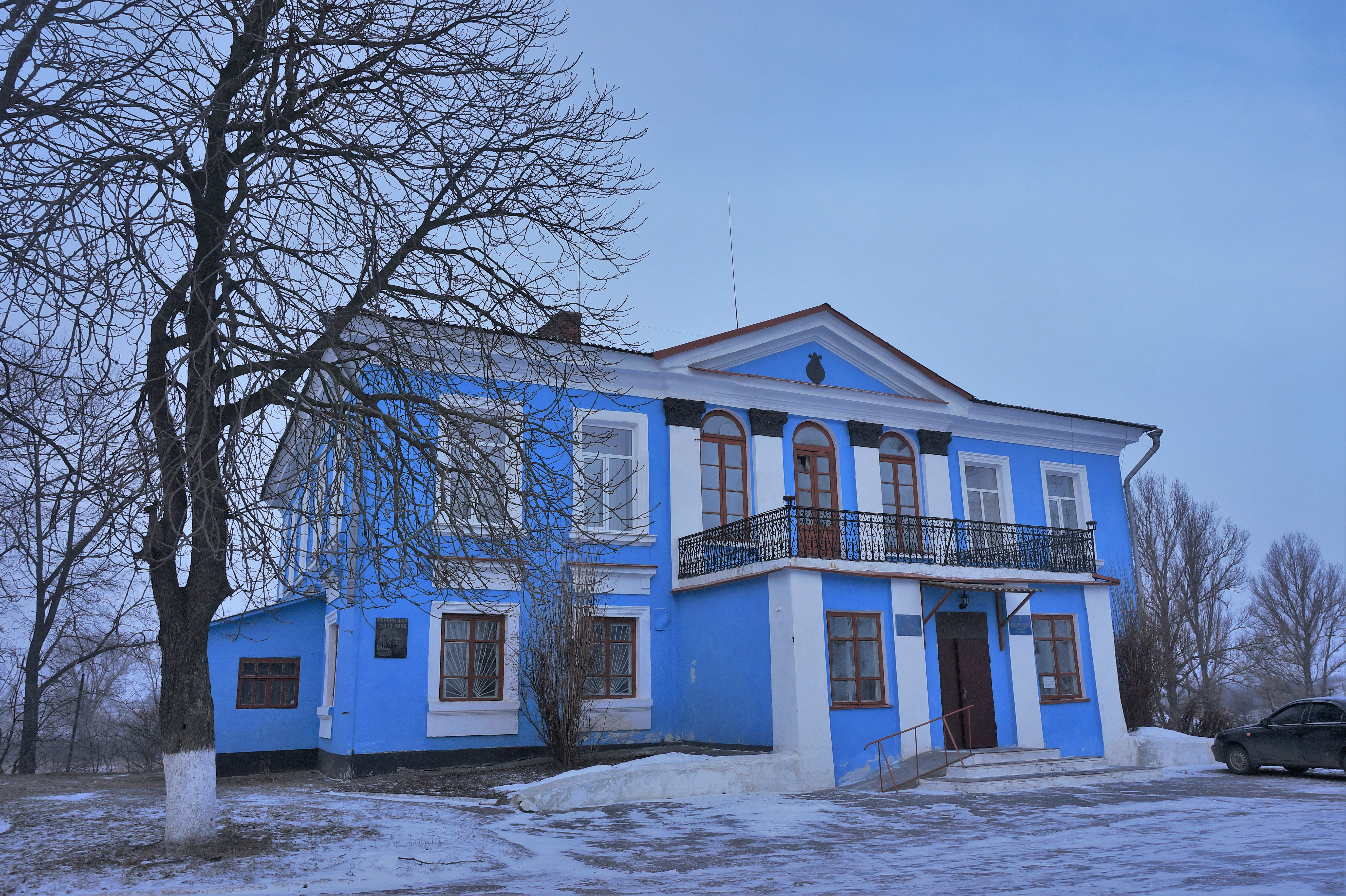
Przezdecki-Palast im Ort
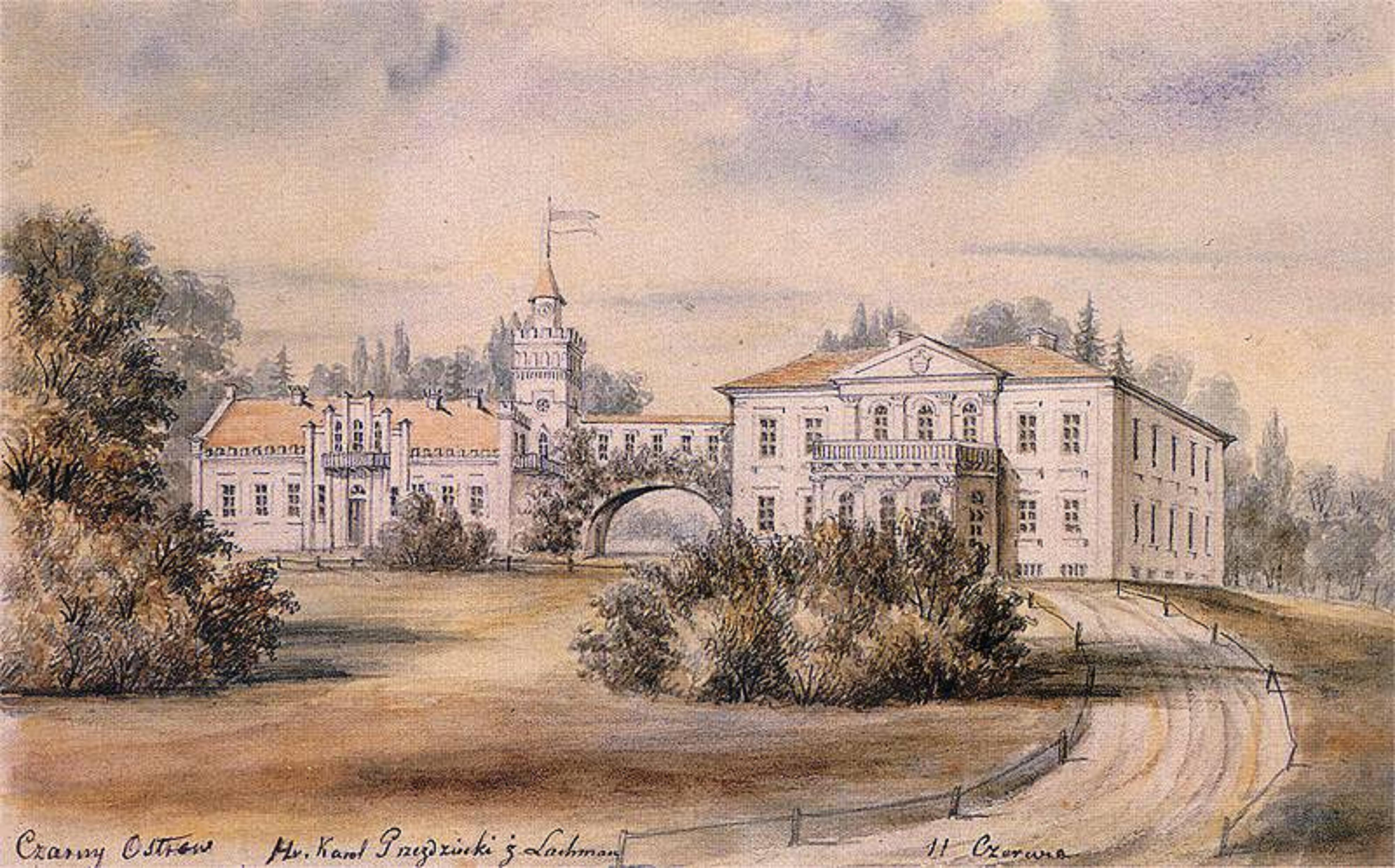
Schloss in Tschornyj Ostriw im 19. Jahrhundert, Zeichnung von Napoleon Orda